# T Party
T Party是香港一個於2011年4月27日成立的政黨，專住於經濟民生方面，創黨成員都來自自由黨，較為人熟悉的是區議員兼黨主席林翠蓮。名字裡的「T」代表正直，沒有「A字膊」（推卸責任），也有不偏不倚之意。其立場包括：反對政府亂派錢、反對實行最低工資及全民退休保障計劃等。
該黨自林翠蓮在2017年12月驟逝後，永久停止運作。